# Тельманський сільський округ (Атбасарський район)
Те́льманський сільський округ (каз. Тельман ауылдық округі, рос. Тельманский сельский округ) — адміністративна одиниця у складі Атбасарського району Акмолинської області Казахстану. Адміністративний центр — село Тельмана.
Населення — 770 осіб (2021; 1290 у 2009, 2084 у 1999, 2926 у 1989).
Станом на 1989 рік існували Новопетропавловська сільська рада (села Великий Мойнак, Каражар, Новопетропавловка) та Тельманська сільська рада (села Поповка, Садубек, Тельмана, селище Роз'їзд 87). 1993 року утворено Каражарський сільський округ (села Великий Мойнак, Каражар) та Тельманський сільський округ (села Поповка, Садубек, Тельмана, селище Роз'їзд 87). 2009 року Каражарський сільський округ був ліквідований, а територія увійшла до складу Тельманського сільського округу. 2005 року було ліквідоване село Великий Мойнак, селище Роз'їзд 87 — 2013 року, села Каражар та Садубек — 2016 року.

## Склад
До складу округу входять такі населені пункти:
| Населений пункт                | Колишні назви     | Населення, осіб (1989) | Населення, осіб (1999) | Населення, осіб (2009) | Населення, осіб (2021) |
| ------------------------------ | ----------------- | ---------------------- | ---------------------- | ---------------------- | ---------------------- |
| Великий Мойнак, село           | -                 | 264                    | 99                     | -                      | -                      |
| Каражар, село                  | -                 | 166                    | -                      | -                      | -                      |
| Поповка, село                  | -                 | 384                    | 423                    | 306                    | 252                    |
| --Каражар, село                | Новопетропавловка | 1092                   | 564                    | 138                    | 1                      |
| --Садубек, село                | -                 | 175                    | 150                    | 55                     | -                      |
| Тельмана, село                 | -                 | 795                    | 623                    | 754                    | 508                    |
| --Роз'їзд 87, станційне селище | -                 | 50                     | 225                    | 37                     | 9                      |